# 11969 Gay-Lussac
11969 Gay-Lussac (1994 PC37) là một tiểu hành tinh vành đai chính được phát hiện ngày 10 tháng 8 năm 1994 bởi E. W. Elst ở Đài thiên văn Nam Âu.